# Copa Libertadores da América de 2000
A edição de 2000 da Copa Libertadores da América foi a 41.ª disputada ao longo da história. O Club Atlético Boca Juniors, da Argentina, conquistou o título, após derrotar, nos pênaltis, o Palmeiras, do Brasil, na partida decisiva. Foi o terceiro título da equipe argentina, que não vencia a competição desde 1978.
O primeiro jogo das finais foi realizado em Buenos Aires, na Argentina, no Estádio Alberto J. Armando (La Bombonera), onde as equipes empataram por 2 a 2. O segundo jogo foi disputado no Estádio Cícero Pompeu de Toledo (Morumbi), onde houve um empate por 0 a 0. Com a igualdade em ambos os jogos, o campeonato foi decidido nos pênaltis, com vitória do Boca por 4 a 2.
Antes de superar o Palmeiras na final, o Boca se classificou em primeiro lugar no Grupo 2 da competição, que contou também com as equipes do Peñarol, do Uruguai; Blooming, da Bolívia; e Universidad Católica do Chile. Nas oitavas de final, eliminou o El Nacional, do Equador. Nas quartas de final, superou o arquirrival argentino River Plate. Nas semifinais, eliminou o América do México.
Os destaques do Boca na conquista do campeonato foram o técnico Carlos Bianchi, que já havia vencido a Libertadores de 1994 com o Vélez Sarsfield, também da Argentina, e o meio-campista Riquelme. Na finalíssima, destaque também para o goleiro colombiano Córdoba, que defendeu dois pênaltis do Palmeiras nas cobranças decisivas e que foi eleito o melhor jogador da partida.

## Novo regulamento
Trinta e duas equipes de dez países (Argentina, Bolívia, Brasil, Chile, Colômbia, Equador, México, Paraguai, Peru e Uruguai) participaram da fase de grupos da competição. As duas equipes representantes da Venezuela (Deportivo Italchacao e Deportivo Táchira), foram eliminadas pelas equipes mexicanas convidadas pela CONMEBOL (Atlas e América).
A Libertadores de 2000 foi a primeira na qual o campeão do ano anterior não ingressou automaticamente nas oitavas de final da competição. Com isso, mesmo com o título de 1999, o Palmeiras disputou a classificação na fase de grupos.
Outras novidades foram o aumento dos grupos da fase inicial, de cinco para oito, e a classificação apenas dos dois primeiros colocados de cada chave para as oitavas de final. Nos anos anteriores, o terceiro colocado de cada grupo também seguia à fase seguinte.

## Equipes classificadas
| País                               | Equipe                 | Classificação                                                    |
| ---------------------------------- | ---------------------- | ---------------------------------------------------------------- |
| Argentina · (4 vagas)              | Boca Juniors           | Campeão do Campeonato Argentino Apertura 1998 e Clausura de 1999 |
| Argentina · (4 vagas)              | River Plate            | Vice-Campeão do Campeonato Argentino Clausura de 1999            |
| Argentina · (4 vagas)              | San Lorenzo            | 3º colocado no Campeonato Argentino Clausura de 1999             |
| Argentina · (4 vagas)              | Rosário Central        | 4º colocado no Campeonato Argentino Clausura de 1999             |
| Bolívia · (3 vagas)                | Blooming               | Campeão do Campeonato Boliviano de 1999                          |
| Bolívia · (3 vagas)                | The Strongest          | Vice-Campeão do Campeonato Boliviano de 1999                     |
| Bolívia · (3 vagas)                | Bolivar                | 3º colocado no Campeonato Boloviano de 1999                      |
| Brasil · (4 vagas + atual Campeão) | Palmeiras              | Campeão da Copa Libertadores de 1999                             |
| Brasil · (4 vagas + atual Campeão) | Corinthians            | Campeão do Campeonato Brasileiro de 1999                         |
| Brasil · (4 vagas + atual Campeão) | Juventude              | Campeão da Copa do Brasil de 1999                                |
| Brasil · (4 vagas + atual Campeão) | Atlético Mineiro       | Vice-Campeão do Campeonato Brasileiro de 1999                    |
| Brasil · (4 vagas + atual Campeão) | Atlético Paranaense    | Campeão da Seletiva para a Libertadores de 1999                  |
| Chile · (3 vagas)                  | Universidad de Chile   | Campeão do Campeonato Chileno de 1999                            |
| Chile · (3 vagas)                  | Universidad Católica   | Vice-Campeão do Campeonato Chileno de 1999                       |
| Chile · (3 vagas)                  | Cobreloa               | 3º colocado no Campeonato Chileno de 1999                        |
| Colômbia · (3 vagas)               | Atlético Nacional      | Campeão do Campeonato Colombiano de 1999                         |
| Colômbia · (3 vagas)               | América de Cali        | Vice-Campeão do Campeonato Colombiano de 1999                    |
| Colômbia · (3 vagas)               | Junior de Barranquilla | 3º colocado no Campeonato Colombiano de 1999                     |
| Equador · (3 vagas)                | LDU Quito              | Campeão do Campeonato Equatoriano de 1999                        |
| Equador · (3 vagas)                | El Nacional            | Vice-campeão do Campeonato Equatoriano de 1999                   |
| Equador · (3 vagas)                | Emelec                 | 3º colocado no Campeonato Equatoriano de 1999                    |
| Paraguai · (3 vagas)               | Olimpia                | Campeão do Campeonato Paraguaio de 1999                          |
| Paraguai · (3 vagas)               | Cerro Porteño          | Vice-Campeão do Campeonato Paraguaio de 1999                     |
| Paraguai · (3 vagas)               | Atlético Colegiales    | 3º colocado no Campeonato Paraguaio de 1999                      |
| Peru · (3 vagas)                   | Universitario          | Campeão do Campeonato Peruano de 1999                            |
| Peru · (3 vagas)                   | Alianza Lima           | Vice-campeão do Campeonato Peruano de 1999                       |
| Peru · (3 vagas)                   | Sporting Cristal       | 3º colocado no Campeonato Peruano de 1999                        |
| Uruguai · (3 vagas)                | Peñarol                | Campeão do Campeonato Uruguaio de 1999                           |
| Uruguai · (3 vagas)                | Nacional               | Campeão da Mini-Liga Pré-Libertadores de 1999                    |
| Uruguai · (3 vagas)                | Bella Vista            | Vice-Campeão da Mini-Liga Pré-Libertadores de 1999               |
| Venezuela · (2 vagas)              | Deportivo Italchacao   | Campeão do Campeonato Venezuelano de 1999                        |
| Venezuela · (2 vagas)              | Deportivo Táchira      | Vice-Campeão do Campeonato Venezuelano de 1999                   |
| México · (2 vagas)                 | Atlas                  | Campeão do Torneio Interliga 1999                                |
| México · (2 vagas)                 | América                | Vice-Campeão do Torneio Interliga 1999                           |

## Primeira fase
| Equipe               | Pts | J | V | E | D | GP | GC | SG  |
| -------------------- | --- | - | - | - | - | -- | -- | --- |
| Atlas                | 9   | 6 | 2 | 3 | 1 | 16 | 12 | +4  |
| América              | 8   | 6 | 2 | 2 | 2 | 13 | 9  | +4  |
| Deportivo Italchacao | 8   | 6 | 1 | 5 | 0 | 9  | 7  | +2  |
| Deportivo Táchira    | 5   | 6 | 1 | 2 | 3 | 3  | 13 | -10 |

|                      | AME | ATL | ITA | TAC |
| -------------------- | --- | --- | --- | --- |
| América              | –   | 2–0 | 1–1 | 6–0 |
| Atlas                | 6–3 | –   | 2-2 | 3-0 |
| Deportivo Italchacao | 1-1 | 3-3 | –   | 0-0 |
| Deportivo Táchira    | 1-0 | 2-2 | 0–0 | –   |

## Fase de grupos

### Grupo 1
| Equipe              | Pts | J | V | E | D | GP | GC | SG |
| ------------------- | --- | - | - | - | - | -- | -- | -- |
| Atlético Paranaense | 16  | 6 | 5 | 1 | 0 | 11 | 2  | +9 |
| Nacional            | 10  | 6 | 3 | 1 | 2 | 8  | 7  | +1 |
| Alianza Lima        | 5   | 6 | 1 | 2 | 3 | 7  | 12 | -5 |
| Emelec              | 2   | 6 | 0 | 2 | 4 | 3  | 8  | -5 |

|                     | ALI | CAP | EME | NAC |
| ------------------- | --- | --- | --- | --- |
| Alianza Lima        | –   | 0-3 | 2-1 | 2-2 |
| Atlético Paranaense | 2–1 | –   | 1-0 | 2-0 |
| Emelec              | 2–2 | 0-0 | –   | 0-2 |
| Nacional            | 2-0 | 1-3 | 1–0 | –   |

### Grupo 2
| Equipe               | Pts | J | V | E | D | GP | GC | SG |
| -------------------- | --- | - | - | - | - | -- | -- | -- |
| Boca Juniors         | 13  | 6 | 4 | 1 | 1 | 14 | 5  | +9 |
| Peñarol              | 9   | 6 | 2 | 3 | 1 | 12 | 9  | +3 |
| Blooming             | 7   | 6 | 2 | 1 | 3 | 9  | 17 | -8 |
| Universidad Católica | 4   | 6 | 1 | 1 | 4 | 10 | 14 | -4 |

|                      | BLO | BOC | PEN | UCA |
| -------------------- | --- | --- | --- | --- |
| Blooming             | –   | 1–0 | 3-3 | 3-1 |
| Boca Juniors         | 6-1 | –   | 3–1 | 2–1 |
| Peñarol              | 2–1 | 0-0 | –   | 5–1 |
| Universidad Católica | 5-0 | 1-3 | 1-1 | –   |

### Grupo 3
| Equipe      | Pts | J | V | E | D | GP | GC | SG  |
| ----------- | --- | - | - | - | - | -- | -- | --- |
| Corinthians | 13  | 6 | 4 | 1 | 1 | 17 | 9  | +8  |
| América     | 10  | 6 | 3 | 1 | 2 | 15 | 9  | +6  |
| Olimpia     | 8   | 6 | 2 | 2 | 2 | 13 | 17 | -4  |
| LDU Quito   | 2   | 6 | 0 | 2 | 4 | 3  | 13 | -10 |

|             | AME | COR | LDU | OLI |
| ----------- | --- | --- | --- | --- |
| América     | –   | 2–0 | 1–0 | 8-2 |
| Corinthians | 2–1 | –   | 6-0 | 5–4 |
| LDU Quito   | 2–2 | 0-2 | –   | 0–1 |
| Olimpia     | 3–1 | 2–2 | 1-1 | –   |

### Grupo 4
| Equipe               | Pts | J | V | E | D | GP | GC | SG |
| -------------------- | --- | - | - | - | - | -- | -- | -- |
| River Plate          | 9   | 6 | 2 | 3 | 1 | 11 | 9  | +2 |
| Atlas                | 8   | 6 | 2 | 2 | 2 | 13 | 10 | +3 |
| Universidad de Chile | 8   | 6 | 2 | 2 | 2 | 10 | 10 | 0  |
| Atlético Nacional    | 7   | 6 | 2 | 1 | 3 | 11 | 16 | -5 |

|                      | ATL | ANA | RIV | UCH |
| -------------------- | --- | --- | --- | --- |
| Atlas                | –   | 5-1 | 1–1 | 0–0 |
| Atlético Nacional    | 2–3 | –   | 1–1 | 4–1 |
| River Plate          | 3-2 | 2–3 | –   | 3–1 |
| Universidad de Chile | 3–2 | 4–0 | 1-1 | –   |

### Grupo 5
| Equipe                 | Pts | J | V | E | D | GP | GC | SG |
| ---------------------- | --- | - | - | - | - | -- | -- | -- |
| Junior de Barranquilla | 12  | 6 | 4 | 0 | 2 | 7  | 4  | +3 |
| Cerro Porteño          | 10  | 6 | 3 | 1 | 2 | 9  | 6  | +3 |
| San Lorenzo            | 8   | 6 | 2 | 2 | 2 | 10 | 9  | +1 |
| Universitario          | 4   | 6 | 1 | 1 | 4 | 2  | 9  | -7 |

|                        | CPO | JUN | SLO | UNI |
| ---------------------- | --- | --- | --- | --- |
| Cerro Porteño          | –   | 1–0 | 3-1 | 3–0 |
| Junior de Barranquilla | 2–0 | –   | 3–1 | 1-0 |
| San Lorenzo            | 2–2 | 2–0 | –   | 3-0 |
| Universitario          | 1-0 | 0-1 | 1-1 | –   |

### Grupo 6
| Equipe              | Pts | J | V | E | D | GP | GC | SG  |
| ------------------- | --- | - | - | - | - | -- | -- | --- |
| América de Cali     | 16  | 6 | 5 | 1 | 0 | 20 | 10 | +10 |
| Rosário Central     | 9   | 6 | 2 | 3 | 1 | 19 | 17 | +2  |
| Sporting Cristal    | 4   | 6 | 1 | 1 | 4 | 9  | 13 | -4  |
| Atlético Colegiales | 4   | 6 | 1 | 1 | 4 | 10 | 18 | -8  |

|                     | AME | COL | ROS | SCR |
| ------------------- | --- | --- | --- | --- |
| América de Cali     | –   | 2-1 | 5-3 | 3-1 |
| Atlético Colegiales | 2–5 | –   | 3–3 | 2–1 |
| Rosário Central     | 3-3 | 4-0 | –   | 3–1 |
| Sporting Cristal    | 0-2 | 3–0 | 3–3 | –   |

### Grupo 7
| Equipe        | Pts | J | V | E | D | GP | GC | SG |
| ------------- | --- | - | - | - | - | -- | -- | -- |
| Palmeiras     | 10  | 6 | 3 | 1 | 2 | 16 | 10 | +6 |
| El Nacional   | 10  | 6 | 3 | 1 | 2 | 10 | 7  | +3 |
| Juventude     | 7   | 6 | 2 | 1 | 3 | 8  | 12 | -4 |
| The Strongest | 7   | 6 | 2 | 1 | 3 | 10 | 15 | -5 |

|               | ELN | JUV | PAL | STR |
| ------------- | --- | --- | --- | --- |
| El Nacional   | –   | 2–0 | 3-1 | 0–0 |
| Juventude     | 1-0 | –   | 2-2 | 4-0 |
| Palmeiras     | 4-1 | 3-0 | –   | 4-0 |
| The Strongest | 1-4 | 5-1 | 4-2 | –   |

### Grupo 8
| Equipe           | Pts | J | V | E | D | GP | GC | SG |
| ---------------- | --- | - | - | - | - | -- | -- | -- |
| Bolívar          | 10  | 6 | 3 | 1 | 2 | 12 | 9  | +3 |
| Atlético Mineiro | 9   | 6 | 3 | 0 | 3 | 9  | 7  | +2 |
| Bella Vista      | 8   | 6 | 2 | 2 | 2 | 8  | 5  | +3 |
| Cobreloa         | 6   | 6 | 1 | 3 | 2 | 7  | 15 | -8 |

|                  | CAM | BVI | BOL | COB |
| ---------------- | --- | --- | --- | --- |
| Atlético Mineiro | –   | 2-1 | 1–0 | 6–0 |
| Bella Vista      | 1-0 | –   | 4-0 | 1–1 |
| Bolívar          | 4–0 | 1-0 | –   | 4–1 |
| Cobreloa         | 1-0 | 1-1 | 3–3 | –   |

## Classificação para a fase final
| Pos. | Primeiros dos grupos   | Pts | J | V | E | D | GP | GC | SG  | Ap  |
| ---- | ---------------------- | --- | - | - | - | - | -- | -- | --- | --- |
| 1    | América de Cali        | 16  | 6 | 5 | 1 | 0 | 20 | 10 | +10 | 89% |
| 2    | Atlético Paranaense    | 16  | 6 | 5 | 1 | 0 | 11 | 2  | +9  | 89% |
| 3    | Boca Juniors           | 13  | 6 | 4 | 1 | 1 | 14 | 5  | +9  | 72% |
| 4    | Corinthians            | 13  | 6 | 4 | 1 | 1 | 17 | 9  | +8  | 72% |
| 5    | Junior de Barranquilla | 12  | 6 | 4 | 0 | 2 | 7  | 4  | +3  | 67% |
| 6    | Palmeiras              | 10  | 6 | 3 | 1 | 2 | 16 | 10 | +6  | 56% |
| 7    | Bolívar                | 10  | 6 | 3 | 1 | 2 | 12 | 9  | +3  | 56% |
| 8    | River Plate            | 9   | 6 | 2 | 3 | 1 | 11 | 9  | +2  | 50% |

| Pos. | Segundos dos grupos | Pts | J | V | E | D | GP | GC | SG | Ap  |
| ---- | ------------------- | --- | - | - | - | - | -- | -- | -- | --- |
| 9    | América             | 10  | 6 | 3 | 1 | 2 | 15 | 9  | +6 | 56% |
| 10   | El Nacional         | 10  | 6 | 3 | 1 | 2 | 10 | 7  | +3 | 56% |
| 11   | Cerro Porteño       | 10  | 6 | 3 | 1 | 2 | 9  | 6  | +3 | 56% |
| 12   | Nacional            | 10  | 6 | 3 | 1 | 2 | 8  | 7  | +1 | 56% |
| 13   | Peñarol             | 9   | 6 | 2 | 3 | 1 | 12 | 9  | +3 | 50% |
| 14   | Rosário Central     | 9   | 6 | 2 | 3 | 1 | 19 | 17 | +2 | 50% |
| 15   | Atlético Mineiro    | 9   | 6 | 3 | 0 | 3 | 9  | 7  | +2 | 50% |
| 16   | Atlas               | 8   | 6 | 2 | 2 | 2 | 13 | 10 | +3 | 44% |

## Fase final
|  | Oitavas de final       | Oitavas de final | Oitavas de final | Oitavas de final |       |                  | Quartas de final | Quartas de final | Quartas de final | Quartas de final |  |              | Semifinais | Semifinais | Semifinais | Semifinais |                    |   | Final | Final | Final | Final |
|  |                        |                  |                  |                  |       |                  |                  |                  |                  |                  |  |              |            |            |            |            |                    |   |       |       |       |       |
|  |                        |                  |                  |                  |       |                  |                  |                  |                  |                  |  |              |            |            |            |            |                    |   |       |       |       |       |
|  | Cerro Porteño          | 0                | 0                | 0                |       |                  |                  |                  |                  |                  |  |              |            |            |            |            |                    |   |       |       |       |       |
|  | River Plate            | 4                | 1                | 5                |       |                  |                  |                  |                  |                  |  |              |            |            |            |            |                    |   |       |       |       |       |
|  | River Plate            | 4                | 1                | 5                |       | River Plate      | 2                | 0                | 2                |                  |  |              |            |            |            |            |                    |   |       |       |       |       |
|  |                        |                  |                  |                  |       | River Plate      | 2                | 0                | 2                |                  |  |              |            |            |            |            |                    |   |       |       |       |       |
|  |                        | Boca Juniors     | 1                | 3                | 4     |                  |                  |                  |                  |                  |  |              |            |            |            |            |                    |   |       |       |       |       |
|  | El Nacional            | Boca Juniors     | 1                | 3                | 4     | 0                | 3                | 3                |                  |                  |  |              |            |            |            |            |                    |   |       |       |       |       |
|  | El Nacional            |                  |                  |                  |       | 0                | 3                | 3                |                  |                  |  |              |            |            |            |            |                    |   |       |       |       |       |
|  | Boca Juniors           | 0                | 5                | 5                |       |                  |                  |                  |                  |                  |  |              |            |            |            |            |                    |   |       |       |       |       |
|  | Boca Juniors           | 0                | 5                | 5                |       |                  |                  |                  |                  |                  |  | Boca Juniors | 4          | 1          | 5          |            |                    |   |       |       |       |       |
|  |                        |                  |                  |                  |       |                  |                  |                  |                  |                  |  | Boca Juniors | 4          | 1          | 5          |            |                    |   |       |       |       |       |
|  |                        | América          | 1                | 3                | 4     |                  |                  |                  |                  |                  |  |              |            |            |            |            |                    |   |       |       |       |       |
|  | América                | América          | 1                | 3                | 4     | 2                | 3                | 5                |                  |                  |  |              |            |            |            |            |                    |   |       |       |       |       |
|  | América                |                  |                  |                  |       | 2                | 3                | 5                |                  |                  |  |              |            |            |            |            |                    |   |       |       |       |       |
|  | América de Cali        | 1                | 2                | 3                |       |                  |                  |                  |                  |                  |  |              |            |            |            |            |                    |   |       |       |       |       |
|  | América de Cali        | 1                | 2                | 3                |       | América          | 2                | 2                | 4                |                  |  |              |            |            |            |            |                    |   |       |       |       |       |
|  |                        |                  |                  |                  |       | América          | 2                | 2                | 4                |                  |  |              |            |            |            |            |                    |   |       |       |       |       |
|  |                        | Bolívar          | 0                | 1                | 1     |                  |                  |                  |                  |                  |  |              |            |            |            |            |                    |   |       |       |       |       |
|  | Nacional               | Bolívar          | 0                | 1                | 1     | 3                | 0                | 3 (3)            |                  |                  |  |              |            |            |            |            |                    |   |       |       |       |       |
|  | Nacional               |                  |                  |                  |       | 3                | 0                | 3 (3)            |                  |                  |  |              |            |            |            |            |                    |   |       |       |       |       |
|  | Bolívar (pen)          | 0                | 3                | 3 (5)            |       |                  |                  |                  |                  |                  |  |              |            |            |            |            |                    |   |       |       |       |       |
|  | Bolívar (pen)          | 0                | 3                | 3 (5)            |       |                  |                  |                  |                  |                  |  |              |            |            |            |            | Boca Juniors (pen) | 2 | 0     | 2 (4) |       |       |
|  |                        |                  |                  |                  |       |                  |                  |                  |                  |                  |  |              |            |            |            |            |                    | 2 | 0     | 2 (4) |       |       |
|  |                        | Palmeiras        | 2                | 0                | 2 (2) |                  |                  |                  |                  |                  |  |              |            |            |            |            |                    |   |       |       |       |       |
|  | Atlético Mineiro (pen) | Palmeiras        | 2                | 0                | 2 (2) | 1                | 1                | 2 (5)            |                  |                  |  |              |            |            |            |            |                    |   |       |       |       |       |
|  | Atlético Mineiro (pen) |                  |                  |                  |       | 1                | 1                | 2 (5)            |                  |                  |  |              |            |            |            |            |                    |   |       |       |       |       |
|  | Atlético Paranaense    | 0                | 2                | 2 (4)            |       |                  |                  |                  |                  |                  |  |              |            |            |            |            |                    |   |       |       |       |       |
|  | Atlético Paranaense    | 0                | 2                | 2 (4)            |       | Atlético Mineiro | 1                | 1                | 2                |                  |  |              |            |            |            |            |                    |   |       |       |       |       |
|  |                        |                  |                  |                  |       | Atlético Mineiro | 1                | 1                | 2                |                  |  |              |            |            |            |            |                    |   |       |       |       |       |
|  |                        | Corinthians      | 1                | 2                | 3     |                  |                  |                  |                  |                  |  |              |            |            |            |            |                    |   |       |       |       |       |
|  | Rosário Central        | Corinthians      | 1                | 2                | 3     | 3                | 2                | 5 (3)            |                  |                  |  |              |            |            |            |            |                    |   |       |       |       |       |
|  | Rosário Central        |                  |                  |                  |       | 3                | 2                | 5 (3)            |                  |                  |  |              |            |            |            |            |                    |   |       |       |       |       |
|  | Corinthians (pen)      | 2                | 3                | 5 (4)            |       |                  |                  |                  |                  |                  |  |              |            |            |            |            |                    |   |       |       |       |       |
|  | Corinthians (pen)      | 2                | 3                | 5 (4)            |       |                  |                  |                  |                  |                  |  | Corinthians  | 4          | 2          | 6 (4)      |            |                    |   |       |       |       |       |
|  |                        |                  |                  |                  |       |                  |                  |                  |                  |                  |  | Corinthians  | 4          | 2          | 6 (4)      |            |                    |   |       |       |       |       |
|  |                        | Palmeiras (pen)  | 3                | 3                | 6 (5) |                  |                  |                  |                  |                  |  |              |            |            |            |            |                    |   |       |       |       |       |
|  | Atlas                  | Palmeiras (pen)  | 3                | 3                | 6 (5) | 2                | 3                | 5                |                  |                  |  |              |            |            |            |            |                    |   |       |       |       |       |
|  | Atlas                  |                  |                  |                  |       | 2                | 3                | 5                |                  |                  |  |              |            |            |            |            |                    |   |       |       |       |       |
|  | Junior de Barranquilla | 0                | 1                | 1                |       |                  |                  |                  |                  |                  |  |              |            |            |            |            |                    |   |       |       |       |       |
|  | Junior de Barranquilla | 0                | 1                | 1                |       | Atlas            | 0                | 2                | 2                |                  |  |              |            |            |            |            |                    |   |       |       |       |       |
|  |                        |                  |                  |                  |       | Atlas            | 0                | 2                | 2                |                  |  |              |            |            |            |            |                    |   |       |       |       |       |
|  |                        | Palmeiras        | 2                | 3                | 5     |                  |                  |                  |                  |                  |  |              |            |            |            |            |                    |   |       |       |       |       |
|  | Peñarol                | Palmeiras        | 2                | 3                | 5     | 2                | 1                | 3 (2)            |                  |                  |  |              |            |            |            |            |                    |   |       |       |       |       |
|  | Peñarol                |                  |                  |                  |       | 2                | 1                | 3 (2)            |                  |                  |  |              |            |            |            |            |                    |   |       |       |       |       |
|  | Palmeiras (pen)        | 0                | 3                | 3 (3)            |       |                  |                  |                  |                  |                  |  |              |            |            |            |            |                    |   |       |       |       |       |

### Finais
Jogo de ida
| 14 de junho   | Boca Juniors          | 2 – 2 | Palmeiras             | La Bombonera, Buenos Aires                  |
| 21:45 (UTC-3) | Arruabarrena 21', 61' |       | Pena 42' · Euller 72' | Público: 50 580 Árbitro: URU Gustavo Méndez |

Jogo de volta
| 21 de junho   | Palmeiras | 0 – 0 (pro) | Boca Juniors | Estádio do Morumbi, São Paulo                  |
| 21:45 (UTC-3) |           |             |              | Público: 75 000 Árbitro: PAR Epifanio González |

|                                    |       | Penalidades                                  |  |
| Alex Asprilla Roque Júnior Rogério | 2 - 4 | Guillermo Schelotto Riquelme Palermo Bemúdez |  |

## Premiação
| Copa Libertadores da América de 2000 |
| ------------------------------------ |
| BOCA JUNIORS Campeão (3º título)     |

## Duelo brasileiro

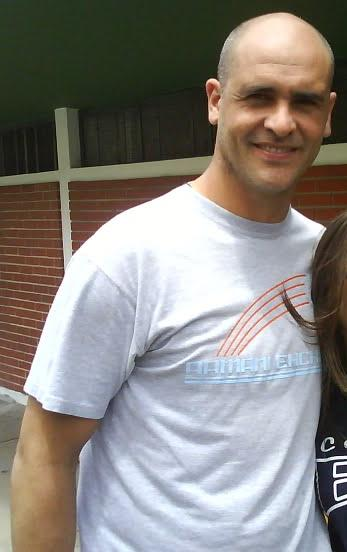
Marcos, figura decisiva nas semifinais da Libertadores de 2000

Além do retorno do Boca ao topo da América depois de 22 anos, a Libertadores de 2000 ficou marcada pela fase semifinal, que reuniu duas equipes brasileiras: o Palmeiras e o Corinthians. O duelo, vencido nos pênaltis pelo Palmeiras, já retratava a maior rivalidade do futebol paulista, mas também trazia como ingredientes o fato de o Palmeiras defender o título continental de 1999 e o Corinthians conquistar, no início de 2000, o primeiro Campeonato Mundial de Clubes da Fifa.
Outro detalhe importante do confronto era que o Palmeiras havia eliminado, nos pênaltis, o mesmo Corinthians um ano antes, nas quartas de final da Libertadores de 1999, em dois jogos bastante disputados. Desta maneira, os novos confrontos, realizados no Estádio do Morumbi, foram vistos como uma chance de revanche corintiana sobre seu arquirrival.
Na primeira partida das semifinais da Libertadores de 2000, o Corinthians venceu o Palmeiras por 4 a 3. Depois de abrir o placar com um gol do meio-campista Ricardinho e permitir que a equipe alviverde empatasse o jogo em 3 a 3, o alvinegro decidiu o jogo nos minutos finais, com um gol do volante Vampeta.
A partida decisiva teve doses elevadas de emoção, já que contou com duas viradas de placar. O Palmeiras abriu a contagem com um gol do atacante Euller. O Corinthians chegou à primeira virada com dois gols de Luizão. O Palmeiras virou novamente o jogo e definiu o placar em 3 a 2, com gols de Alex e Galeano.
Com a igualdade no saldo de gols, a classificação para a próxima fase entre as duas equipes foi, pelo segundo ano consecutivo, definida nas cobranças de pênalti. O Palmeiras eliminou o Corinthians, pois converteu as cinco cobranças, enquanto o adversário desperdiçou o último tiro livre direto, depois que o goleiro Marcos defendeu a cobrança do ídolo corintiano Marcelinho Carioca, num dos momentos mais marcantes da história da competição e do próprio Derby Paulista.

## Artilheiros
| Pos. | Jogador              | Equipe           | Gols [carece de fontes?] |
| ---- | -------------------- | ---------------- | ------------------------ |
| 1    | Luizão               | Corinthians      | 15                       |
| 2    | Cuauhtémoc Blanco    | América          | 13                       |
| 3    | Juan Pablo Ángel     | River Plate      | 9                        |
| 3    | Guilherme            | Atlético Mineiro | 9                        |
| 3    | Juan Pablo Rodríguez | Atlas            | 9                        |

## Classificação geral
Oficialmente a CONMEBOL não reconhece uma classificação geral de participantes na Copa Libertadores. A tabela a seguir classifica as equipes de acordo com a fase alcançada e considerando os critérios de desempate.
| Classificação final             | Classificação final    | Classificação final | Classificação final | Classificação final | Classificação final | Classificação final | Classificação final | Classificação final | Classificação final | Classificação final | Classificação final |
| Pos.                            | Times                  | P                   | J                   | V                   | E                   | D                   | GP                  | GC                  | SG                  |                     |                     |
| ------------------------------- | ---------------------- | ------------------- | ------------------- | ------------------- | ------------------- | ------------------- | ------------------- | ------------------- | ------------------- | ------------------- | ------------------- |
| Campeão                         |                        |                     |                     |                     |                     |                     |                     |                     |                     |                     |                     |
| 1                               | Boca Juniors           | 25                  | 14                  | 7                   | 4                   | 3                   | 30                  | 16                  | +14                 |                     |                     |
| Vice-campeão                    |                        |                     |                     |                     |                     |                     |                     |                     |                     |                     |                     |
| 2                               | Palmeiras              | 24                  | 14                  | 7                   | 3                   | 4                   | 32                  | 23                  | +9                  |                     |                     |
| Eliminados nas semifinais       |                        |                     |                     |                     |                     |                     |                     |                     |                     |                     |                     |
| 3                               | América                | 25                  | 12                  | 8                   | 1                   | 3                   | 28                  | 18                  | +10                 |                     |                     |
| 4                               | Corinthians            | 23                  | 12                  | 7                   | 2                   | 3                   | 31                  | 22                  | +9                  |                     |                     |
| Eliminados nas quartas de final |                        |                     |                     |                     |                     |                     |                     |                     |                     |                     |                     |
| 5                               | River Plate            | 18                  | 10                  | 5                   | 3                   | 2                   | 18                  | 13                  | +5                  |                     |                     |
| 6                               | Atlas                  | 14                  | 10                  | 4                   | 2                   | 4                   | 20                  | 16                  | +4                  |                     |                     |
| 7                               | Atlético Mineiro       | 13                  | 10                  | 4                   | 1                   | 5                   | 13                  | 12                  | +1                  |                     |                     |
| 8                               | Bolívar                | 13                  | 10                  | 4                   | 1                   | 5                   | 16                  | 16                  | 0                   |                     |                     |
| Eliminados nas oitavas de final |                        |                     |                     |                     |                     |                     |                     |                     |                     |                     |                     |
| 9                               | Atlético Paranaense    | 19                  | 8                   | 6                   | 1                   | 1                   | 13                  | 4                   | +9                  |                     |                     |
| 10                              | América de Cali        | 16                  | 8                   | 5                   | 1                   | 2                   | 23                  | 15                  | +8                  |                     |                     |
| 11                              | Nacional               | 13                  | 8                   | 4                   | 1                   | 3                   | 11                  | 10                  | +1                  |                     |                     |
| 12                              | Peñarol                | 12                  | 8                   | 3                   | 3                   | 2                   | 15                  | 12                  | +3                  |                     |                     |
| 13                              | Rosário Central        | 12                  | 8                   | 3                   | 3                   | 2                   | 24                  | 22                  | +2                  |                     |                     |
| 14                              | Junior de Barranquilla | 12                  | 8                   | 4                   | 0                   | 4                   | 8                   | 9                   | -1                  |                     |                     |
| 15                              | El Nacional            | 11                  | 8                   | 3                   | 2                   | 3                   | 13                  | 12                  | +1                  |                     |                     |
| 16                              | Cerro Porteño          | 10                  | 8                   | 3                   | 1                   | 4                   | 9                   | 11                  | –2                  |                     |                     |

| Eliminados na fase de grupos |                      |   |   |   |   |   |    |    |     |
| Pos.                         | Times                | P | J | V | E | D | GP | GC | SG  |
| 17                           | Bella Vista          | 8 | 6 | 2 | 2 | 2 | 8  | 5  | +3  |
| 18                           | San Lorenzo          | 8 | 6 | 2 | 2 | 2 | 10 | 9  | +1  |
| 19                           | Universidad de Chile | 8 | 6 | 2 | 2 | 2 | 10 | 10 | 0   |
| 20                           | Olimpia              | 8 | 6 | 2 | 2 | 2 | 13 | 17 | -4  |
| 21                           | Juventude            | 7 | 6 | 2 | 1 | 3 | 8  | 12 | -4  |
| 22                           | Atlético Nacional    | 7 | 6 | 2 | 1 | 3 | 11 | 16 | -5  |
| 23                           | The Strongest        | 7 | 6 | 2 | 1 | 3 | 10 | 15 | -5  |
| 24                           | Blooming             | 7 | 6 | 2 | 1 | 3 | 9  | 17 | -8  |
| 25                           | Cobreloa             | 6 | 6 | 1 | 3 | 2 | 7  | 15 | -8  |
| 26                           | Alianza Lima         | 5 | 6 | 1 | 2 | 3 | 7  | 12 | -5  |
| 27                           | Universidad Católica | 4 | 6 | 1 | 1 | 4 | 10 | 14 | -4  |
| 28                           | Sporting Cristal     | 4 | 6 | 1 | 1 | 4 | 9  | 13 | -4  |
| 29                           | Universitario        | 4 | 6 | 1 | 1 | 4 | 2  | 9  | -7  |
| 30                           | Atlético Colegiales  | 4 | 6 | 1 | 1 | 4 | 10 | 18 | -8  |
| 31                           | Emelec               | 2 | 6 | 0 | 2 | 4 | 3  | 8  | -5  |
| 32                           | LDU Quito            | 2 | 6 | 0 | 2 | 4 | 3  | 13 | -10 |
| Eliminados na primeira fase  |                      |   |   |   |   |   |    |    |     |
| 33                           | Deportivo Italchacao | 8 | 6 | 1 | 5 | 0 | 9  | 7  | +2  |
| 34                           | Deportivo Táchira    | 5 | 6 | 1 | 2 | 3 | 3  | 13 | -10 |